# Erica Wallis
Erica Wallis (* 4. Februar 1945 in Tramelan; † 17. Oktober 1997 in Biel, heimatberechtigt in Basel) war eine Schweizer Politikerin (SP).

## Leben
Erica Wallis kam als Tochter von Hans Wallis und der Schriftstellerin Suzanne Wallis Lohner (1915–2009) zur Welt. Sie verbrachte ihre Kindheit zunächst in Tramelan, dann in Biel. Sie studierte Kunstgeschichte an der Universität Basel und ab 1977 Jurisprudenz (lic. jur.).

## Politischer Werdegang
Wallis stand zunächst der POCH nahe und trat 1972 der Sozialdemokratischen Partei der Schweiz (SP) bei. 1984 wurde sie vom Gemeinderat als Leiterin des Fürsorgeamtes der Stadt Biel (innerhalb der Direktion der sozialen Fürsorge) gewählt. Sie folgte auf Erwin Lässer, der in den Ruhestand trat.
Von 1990 bis 1992 war Wallis Mitglied des Grossen Rats des Kantons Bern. Sie trat auf Ende Dezember zurück, nachdem sie bei den Bieler Kommunalwahlen im November 1992 in den Gemeinderat gewählt worden war. Sie stand der Schul- und Kulturdirektion vor. Mit Wallis und Marie-Pierre Walliser wurden zum ersten Mal zwei Frauen in den ständigen Gemeinderat gewählt. In ihrer Kulturpolitik habe Erica Wallis trotz Spardruck «sehr viel erreicht: […] millionenteure Kulturvorlagen elegant durch die Volksabstimmungen gebracht. Und trotz Subventionsstopp […] Gelder für Kulturprojekte herausgeeist.»
Bei den Gemeindewahlen vom 22. September 1996 wurde Wallis als Schul- und Kulturdirektorin wiedergewählt.
Wegen einer schweren Krankheit musste Wallis ihr Amt per 30. September 1997 niederlegen. Sie starb am 17. Oktober 1997 in Biel.

## Frauenpolitische Anliegen, Kulturpolitik (Auswahl)
Erica Wallis’ Engagement galt der Kultur- und Bildungspolitik sowie frauenpolitischen Anliegen.
Sie war Mitbegründerin der Informations- und Beratungsstelle für Frauen INFRA, Mitglied im Stiftungsrat Centre PasquART und Präsidentin der Stiftung Charles Neuhaus. Nach ihrem Tod ermöglichte ihr Legat die Schaffung eines Ankaufs- und Restaurierungsfonds.